# Manfred Eisbacher
Manfred Eisbacher (* 21. September 1972) ist ein ehemaliger österreichischer Fußballspieler und nunmehriger -trainer.

## Karriere

### Als Spieler
Eisbacher begann seine Karriere beim FC Dornbirn 1913. Bei Dornbirn rückte er zur Saison 1989/90 in die Kampfmannschaft. Zur Saison 1995/96 wechselte er zu Schwarz-Weiß Bregenz. Mit Bregenz stieg er zu Saisonende in die 2. Division auf. Sein Zweitligadebüt gab er dann im Juli 1996 gegen den SV Flavia Solva. Für Bregenz kam er zu 70 Zweitligaeinsätzen, ehe er mit dem Team 1999 auch in die Bundesliga aufstieg. Dort debütierte Eisbacher dann im Juni 1999 gegen die SV Ried. Für Schwarz-Weiß absolvierte er insgesamt 14 Partien in der höchsten Spielklasse.
Nach einer Bundesligasaison wechselte Eisbacher zur Saison 2000/01 zum Regionalligisten FC Hard. Dort verbrachte er vier Jahre, ehe er zur Saison 2004/05 zum Ligakonkurrenten FC Blau-Weiß Feldkirch wechselte. Zur Saison 2005/06 kehrte er innerhalb der Liga nach Dornbirn zurück. Zur Saison 2007/08 wechselte er als Spielertrainer zum fünftklassigen FC Langenegg. In Langenegg setzte er sich selber 57 Mal ein. In der Saison 2010/11 setzte er sich als Trainer des viertklassigen VfB Hohenems achtmal selbst ein. Als Trainer des Schweizer Fünftligisten FC Altstätten setzte sich Eisbacher einmal in der 2. Liga interregional an.

### Als Trainer
Eisbacher fungierte zwischen 2007 und 2010 als Spielertrainer beim fünftklassigen FC Langenegg. Zur Saison 2010/11 wechselte er in selber Position zum viertklassigen VfB Hohenems. Im Mai 2011 trennte sich der Verein von Eisbacher. Zur Saison 2011/12 wurde er in der Schweiz Trainer des Fünftligisten FC Altstätten.
Nach zweieinhalb Jahren in der Schweiz kehrte er im Jänner 2014 nach Österreich zurück und übernahm den viertklassigen FC Lauterach. Im Oktober 2014 trennte sich der Klub wieder von ihm. Ab Mai 2017 trainierte er kurzzeitig bis Saisonende den achtklassigen FC Krumbach. Im Februar 2018 übernahm er dann Krumbach ein zweites Mal, bis er den Verein nach der Saison 2019/20 verließ.
Im Mai 2022 wurde er Co-Trainer beim viertklassigen SC Göfis, mit dem er am Ende der Saison 2021/22 in die Eliteliga Vorarlberg aufstieg.